# Karl Anton (Theologe)
Karl Anton (* 2. Juni 1887 in Worms; † 21. Februar 1956 in Weinheim an der Bergstraße) war ein deutscher Theologe, Hochschullehrer der Musikwissenschaft und Nationalsozialist.

## Leben
Anton legte sein Abitur ab und studierte Evangelische Theologie und Musikwissenschaft. Sein besonderes Interesse galt der Liturgik. Nach der Vorlage einer Dissertation zum Werk von Johann Sebastian Bach wurde er zum Doktor der Theologie promoviert. Er erhielt einen Lehrauftrag an der Badisch-Pfälzischen Hochschule für Musik in Mannheim und habilitierte sich zum Professor der Musikwissenschaft. In seinem theologischen Denken fand er Anschluss an die völkisch-nationalistischen Positionen der Deutschen Christen. Im Jahre 1939 erklärte er seine Mitarbeit am Institut zur Erforschung und Beseitigung des jüdischen Einflusses auf das deutsche kirchliche Leben. Der NSDAP gehörte er seit Februar 1933 an (Mitgliedsnummer 2.543.200), seit 1940 leitete er das Franz-Hauser-Archiv in Weinheim (Bergstraße). Im Jahre 1952 trat er in den Ruhestand.
Sein Nachlass wird in der Universitäts- und Landesbibliothek Darmstadt verwahrt.

## Schriften
- Luther und die Musik: Eine Gabe an das deutsche Volk zum Reformations-Jubiläum. Herrmann, Zwickau 1916.
- Hans Thoma's religiöse Sendung an das deutsche Volk: Kriegs-Andacht. Müller & Fröhlich, München 1916.
- Kriegsweihnacht / Predigt für Heimat und Feld von Karl Anton. Müller & Fröhlich, München 1916.
- Vom seligen Kindersinn und Lachen der Seele: Eine Predigt an Deutschlands Frauen in schwerer Zeit geh. zu Baden-Baden. Falken, Darmstadt 1916.
- Krieg-Religion-Kunst: Eine Zukunftsbetrachtung unter Benutzung von Ausführungen d. Hofdiakonus August Hausrath über d. Thema Religion u. Kunst. Falken, Darmstadt 1916.
- Angewandte Liturgik. Vandenhoeck & Ruprecht, Göttingen 1919.
- Hans Thoma der Maler als Musiker, Dichter und Mensch. Mit 20 Bildern von Hans Thoma. Braun, Karlsruhe 1919.
- mit Karl Arper: Aus tiefer Not! Liturgisches Hilfsbuch für die Zeit des Wiederaufbaues. Vandenhoeck & Ruprecht, Göttingen 1919.
- Über die Form des Kultus und deren Bedeutung für die Weckung und Steigerung religiösen Lebens. Vortrag auf der Bezirkssynode Mannheim am 24. September 1924. Landeskirchliche Blätter, Mannheim 1925.
- Gesang und Gesundheit: Neue Wege f. d. Gesangspraxis. Gesellschaft für medizinische Apparate, Berlin-Schlachtensee 1929.
- Hans Thoma ein Meister der Menschheit. Braun, Karlsruhe 1924.
- Luther und die Musik. Hrsg. auf Veranlassung der Ev.-luth. Freikirche. Evangelische Verlags-Anstalt, - Berlin 1957.